# Ischgl
Ischgl – gmina w Austrii, w kraju związkowym Tyrol, w powiecie Landeck. Liczba ludności gminy wynosi 1563 osoby (1 stycznia 2015), co daje 16 mieszkańców na km². Baza turystyczna Ischgl obejmuje 10600 miejsc noclegowych.

## Położenie
Gmina położona jest w dolinie Paznaun, pośród alpejskich trzytysięczników. Długość tras zjazdowych szacuje się na około 250 kilometrów. Ze względu na wielomilionowe inwestycje w infrastrukturę turystyczną i rozwój regionu, Ischgl uchodzi dziś za jeden z najbardziej ekskluzywnych i najnowocześniejszych ośrodków narciarskich w Alpach.
Ischgl leży na wysokości 1377 m n.p.m. w dolinie Paznaun, pomiędzy dwoma łańcuchami górskimi: Silvrettą i Verwallgruppe. Przez miejscowość prowadzi droga B188 Silvretta-Hochalpenstraße, która zimą (od listopada do maja), na swym najbardziej malowniczym odcinku górskim jest zamykana – dojazd jest możliwy jedynie od strony miasta Landeck.
Do Ischgl należy też miejscowość Mathon, z około 400 mieszkańcami. Głównym źródłem dochodów gminy jest turystyka.
Gminy sąsiadujące z Ischgl:
- Galtür
- Kappl
- Ramosch (Szwajcaria)
- Samnaun (Szwajcaria)
- Sankt Anton am Arlberg (Szwajcaria)
- Sent (Szwajcaria)
- See

## Historia
Naukowcy przypisują powstanie pierwszej osady w Paznaun na IX wiek. Założona miała zostać na terenie dzisiejszego Ischgl przez Retoromanów z Engadyny. Pierwsze wzmianki o Ischgl w dokumentach datowane są jednak na rok 1104. Nazwa gminy pochodzi z języka retoromańskiego od słowa Ischia, oznaczającego „wyspę”, gdyż rumowisko skalne w tym regionie przypomina właśnie wyspę.
W roku 1460 arcyksiążę Zygmunt Habsburg udzielił mieszkańcom Ischgl zezwolenia na bezcłową sprzedaż bydła. Także zboże mogło zostać przywożone bez opłaty celnej. Spowodowało to ogromny postęp gospodarczy miejscowości. Ischgl rozwinęło się do rangi miasta handlowego i otworzyło prężnie rozwijającą się działalność transportową. Z różnych powodów jednak w XVII wieku rozwój gospodarczy ustąpił i doszło do częściowego przesiedlenia mieszkańców.
Gdy w wieku XIX handel zaczął całkowicie zamierać i ludności groził głód doszło do kolejnego, jeszcze silniejszego wyludnienia. Wtedy też jednak zaczęły pojawiać się pierwsze oznaki zainteresowania turystów. Między 1882 a 1889 rokiem powstały liczne schroniska i miejscowości zaczęto przypisywać coraz większe znaczenie w turystyce.
W roku 1964 powstała pierwsza kolejka linowa na Silvretcie, ważny kamień milowy rozwoju turystycznego Ischgl. Od tego momentu nastąpił okres świetności miasta. Dziś Ischgl jest synonimem doskonałych zimowych wczasów dla miłośników narciarstwa, sportów rowerowych czy wędrówek.

## Turystyka

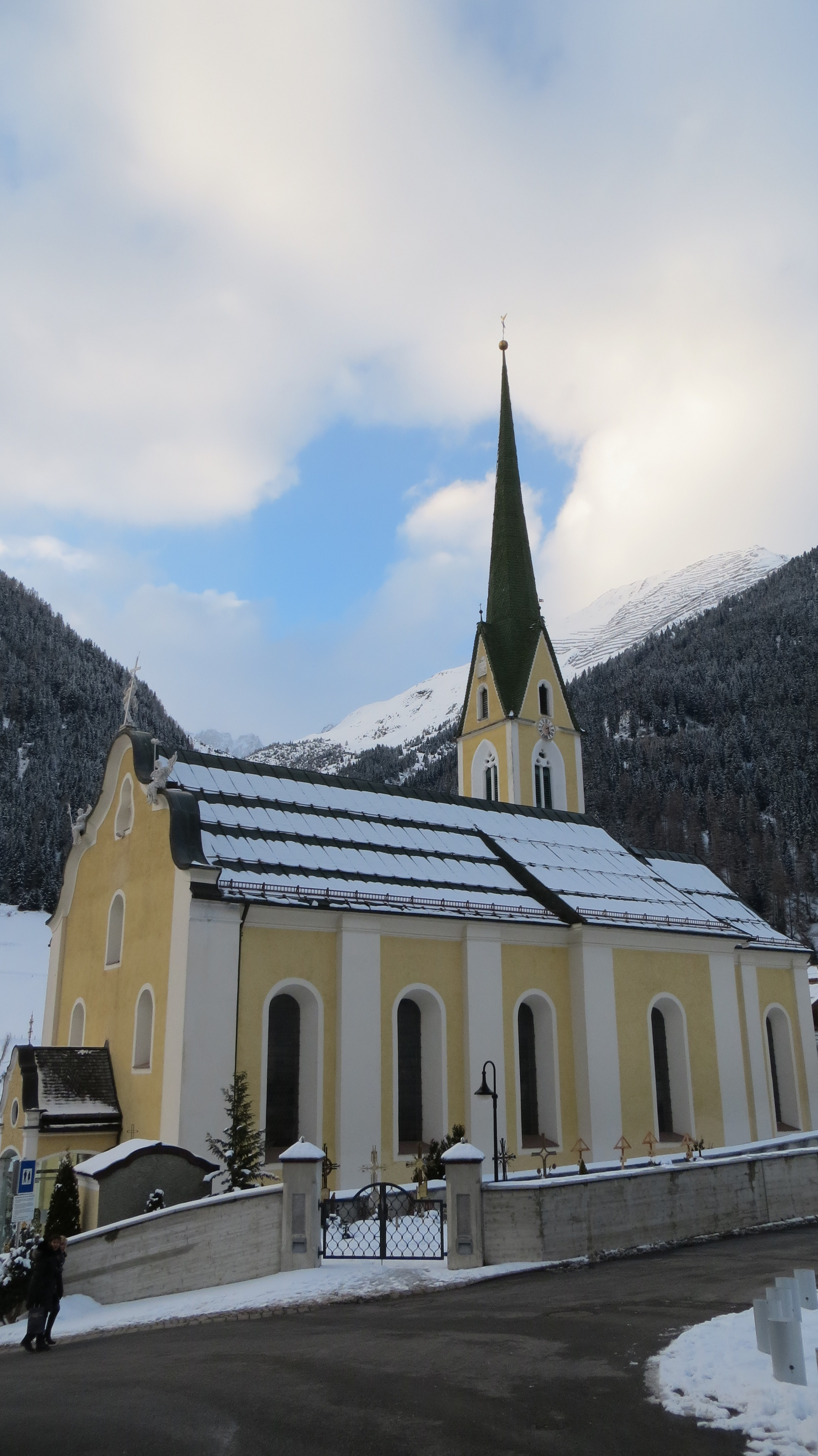
Kościół pw. św. Mikołaj w centrum Ischgl

Ischgl jest szczególnie znany za sprawą swojego ośrodka narciarskiego Silvretta Arena, łączącym miejscowość ze szwajcarskim Samnaun. Ponad 200 kilometrów tras narciarskich i 44 wyciągi tworzy tam jeden z największych, a przy tym jeden z najbardziej obfitujących w śnieg ośrodków narciarskich w Alpach. Sezon zimowy rozpoczyna się każdego roku na początku listopada i trwa do końca kwietnia. Uroczystemu rozpoczęciu sezonu towarzyszą atrakcje takie jak koncerty muzyki pop. Charakter Ischlg kształtuje między innymi największa liczba czterogwiazdkowych hoteli w Austrii, ponadto gmina oferuje bogactwo restauracji, barów, sklepów, wydarzeń oraz atrakcyjne życie nocne.

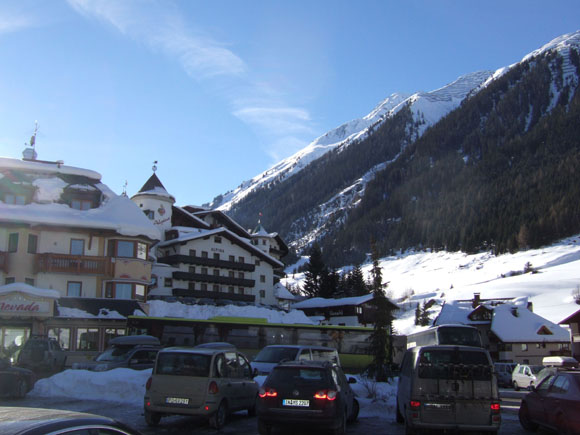
Wjazd do miejscowości Ischgl

Prócz głównych atrakcji zimowych w Tyrolu, takich jak jazda na nartach, snowboard czy życie nocne istnieje szeroki wybór innych form rekreacji: jazda na łyżwach dla profesjonalistów i amatorów. Park Warsteiner Snow Show oferuje też możliwość nagrana swojego własnego filmu ze wspomnieniami z zimowego urlopu.
Latem zaś region cieszy się szczególnym upodobaniem rowerzystów górskich, którzy kolejką górską udać się mogą na wysokość 2800 m n.p.m. Z siecią tras o łącznej długości ponad 1200 kilometrów region należy do jednego z najprężniejszych w Alpach. Co roku w sierpniu organizowany jest najwyżej dotowany maraton rowerów górskich Europy – Ischgler Ironbike. Ponadto Ischgl oferuje setki kilometrów tras wycieczkowych idealnych do górskich wędrówek. Na miłośników motorów od maja do września czeka 60 tras w rejonie 300 kilometrów.

### Imprezy
- Koncert Top of the Mountain: trzy koncerty muzyki pop są największymi wydarzeniami sezonu zimowego: na scenie w Ischgl pojawiają się liczne międzynarodowe gwiazdy branży muzycznej – przy Top of the Mountain Concert Saison-Opening na rozpoczęcie sezonu, Top of the Mountain Easter Concert (w trakcie świąt wielkanocnych) oraz Top of the Mountain Concert Saison-Finale na zakończenie sezonu narciarskiego. Jak dotąd w Ischgl wystąpiły takie jak Elton John, Tina Turner, Diana Ross, Sting, Rod Stewart, Bon Jovi, Bob Dylan, Status Quo, Pink, Alanis Morissette, Nena, Enrique Iglesias, Ronan Keating, Sugababes, Udo Jürgens, Söhne Mannheims, Die Fantastischen Vier, Lionel Richie, The Corrs, Peter Gabriel, Anastacia, The Pussycat Dolls, Melanie Chisholm, Scissor Sisters, Rihanna, Leona Lewis, Gabriella Cilmi, Kylie Minogue, Katy Perry czy Alicia Keys.
- Maraton rowerów górskich Ironbike Ischgl: najwyżej dotowany maraton rowerów górskich Europy, organizowany w sierpniu każdego roku. Maraton odbywa się na trzech trasach o różnej długości, z czego najdłuższa wynosi 79 kilometrów i zalicza się do najbardziej wymagających tras maratonowych.

## Współpraca
Miejscowość partnerska:
- Schengen, Luksemburg (od czerwca 2006)